# Хмельницкий областной академический музыкально-драматический театр имени Михаила Старицкого
Хмельницкий областной академический музыкально драматический театр им. Михаила Старицкого (укр. Хмельницький обласний академічний музикально драматичний театр ім. Михайла Старицького) — областной музыкально-драматический театр в городе Хмельницкий.

## История театра
Театр в Хмельницком берет начало с созданного в 1931 году в Новочеркасске Краевого украинского государственного драматического театра, который обслуживал украинцев Краснодарского края и Северного Кавказа. Его основателями стала группа энтузиастов: первый директор С. Чернявский, главный режиссёр Г. Самарский, заведующий музыкальной частью А. Волковинский, дирижёр А. Никитин, первые хореографы В. Шеметова и М. Скоробогатов.
В театральную труппу входили Е. Чернявская, Н. Н. Чернявская (Колесникова), Ф. и Е. Гловацкий, И. и Л. Стрельниковы, М. Образенко, М. А. Рутковский, Г. Никитина, также художник М. Титов, артисты балета В. Титов, Н. Г. Таллина, М. Аванесов и другие. Уже первые представления — «Овечий колодец» Лопе де Вега, «Запорожец за Дунаем» Семена Гулака-Артемовского, «Наталка-Полтавка» Ивана Котляревского, «Маруся-Богуславка» Михаила Старицкого, «Пока солнце взойдет, роса глаза выест» высокохудожественная драматургия.
В середине 1933 года театр с основным составом был переведен на Украину, в Винницу. Он стал Винницким передвижным рабоче-колхозным театром. Артисты много гастролировали по Киевской, Житомирской и Винницкой областям. В 1935 году состоялись первые гастроли театра в Киеве, а в феврале того же года ему придали статус областного. Шефство над молодым коллективом взял Киевский академический украинский драматический театр имени Ивана Франко (ныне Национальный академический драматический театр имени Ивана Франко). Ощутимую творческую помощь коллективу оказывали народные артисты СССР Игнат Юра, Амвросий Бучма, Юрий Шумский, Иван Паторжинский, Мария Литвиненко-Вольгемут, Александр Крамов. Они участвовали в постановках, играли в спектаклях, выступали с лекциями.
В 1938 году театр перевели в Каменец-Подольский — административный центр созданной 22 сентября 1937 года Каменец-Подольской области (переименованной в 1954 году в Хмельницкую). Случилось это так: 19 мая 1938 года Совет Народных Комиссаров УССР издал постановление «О распределении театров между вновь областями УССР», в котором, в связи с организацией в Украине четырёх новых областей (Житомирской, Полтавской, Николаевской и Каменец-Подольской)), предполагалось, в частности, изъять из Винницкой области Украинский драматический театр имени Петровского и сделать его областным стационарным театром в Каменце-Подольском. Передачу театров должны были закончить к 20 мая 1938 года (то есть на второй день после выдачи постановления).
В годы Великой Отечественной войны театр выступал в воинских частях Северного и Дальневосточного фронтов.
В 1944 году, после освобождения Украины от немецко-фашистских захватчиков, художественный коллектив вернулся в Каменец-Подольскую область. 25 ноября областная газета сообщила, что спектаклем «Украденное счастье» Ивана Франко он начал в Проскурове — новом областном центре, театральный сезон 1944—1945 годов.
В 1952—1959 годах главным режиссёром был ученик Леся Курбаса Николай Станиславский.
Долгие годы театр действовал под шефством Киевского театра имени Ивана Франко, помогавшего ему режиссёрами и актёрами. Среди них Игнат Юра, Константин Кошевский, Амвросий Бучма, Юрий Шумский.
В репертуаре сначала преобладала украинская классика, с 1940-х годов наряду с ней появились пьесы русских и советских, а с 1950-х годов и западных драматургов — Карло Гольдони, Бертольта Брехта, Федерико Гарсия Лорки, Уильяма Шекспира.
Решением ХХ сессии Хмельницкого областного совета от 25 марта 2009 года Хмельницкому областному музыкально-драматическому театру присвоено имя выдающегося украинского писателя и драматурга Михаила Старицкого, творчество которого тесно связано с Подольем, в частности он писал о нём, обращаясь к историческим событиям национально-освободительной борьбы в пьесе «Оборона Буши» (до сих пор имя основателя украинского театра не было присвоено ни одному театру Украины).